# Cotoneaster falconeri
Cotoneaster falconeri är en rosväxtart som beskrevs av Klotz. Cotoneaster falconeri ingår i släktet oxbär, och familjen rosväxter. Inga underarter finns listade i Catalogue of Life.